# Gavia (vela)

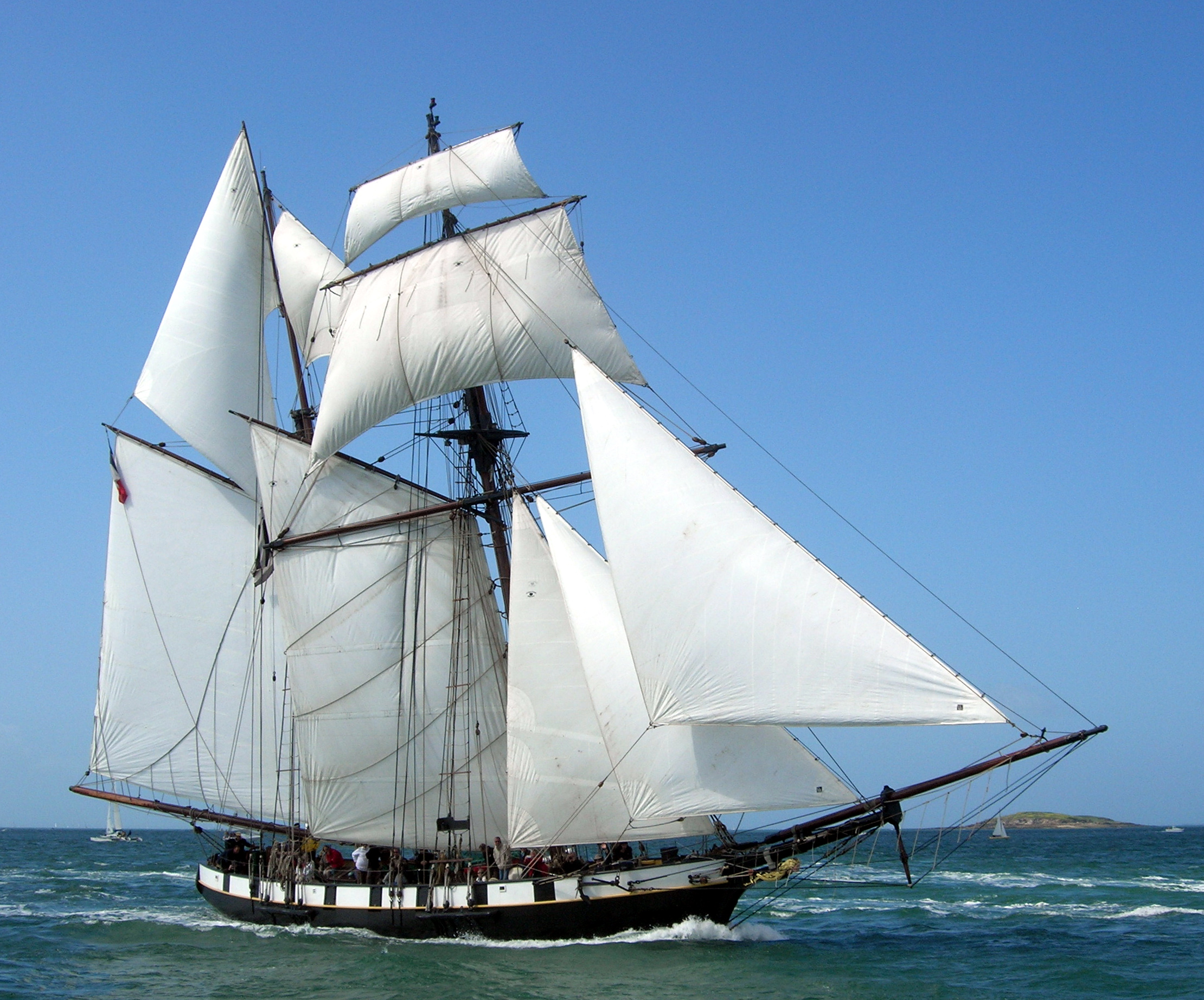
La Recouvrance con dos gavias cuadras.

En náutica, la gavia (ant. bolinga, contramaestra, carquesio) es la vela que se coloca en el mastelero mayor, y, por extensión, cada una de las colocadas en los otros (fr. hunier; ing. topsail).

## Etimología
El nombre de gavia aplicado a estas velas tiene su origen en una especie de jaula o garita llamada gabbia que se formaba antiguamente en la parte superior o calcés de los palos y servía para colocar el marinero de atalaya y para otros usos.
Antiguamente se decía bolinga, según alguna referencia, contramaestra, según Luz., y entre los latinos carquesio, según Valb.
1. Luz.: Luzuriaga (Diccionario manuscrito de los años de 1620 a 1630)
2. Valb.: Valbuena (Diccionario latino-español)

## Descripción
La forma de esta vela es de trapecio. Sus puños, es decir, sus puntas o esquinas inferiores, se fijan por medio de sus escotas a las extremidades de la verga inferior y se presenta y extiende al viento cuando por medio de su driza, la verga que la soporta o a que va suspendida, sube a lo largo del mastelero de cuya parte superior pende como un estandarte. 
Las gavias son muy principales velas en un buque de cruzamen y las de más frecuente uso, por ser las mejor situadas para recibir el viento y dar impulso al buque. La mitad superior de su superficie está provista de fajas o aridanas de rizos que en determinadas circunstancias sirven para acortarlas o estrecharlas, lo que se consigue aferrando o asegurando la parte superior de la vela doblada por capas o fajas regulares y paralelas sobre la verga que la soporta.

## Tipos de gavias
- Gavia de capricho: es la que tiene una faja más de rizos.
- Gavia volante: es la de quita y pon.[2]
- Velacho: es la gavia del trinquete.[3]

## Expresiones relacionadas
- Asegurar las gavias: fr. arriarlas más o menos según las circunstancias para evitar la rendición del mastelero respectivo cuando hay mucho viento.
- Navegar sobre las gavias: llevar mareadas las tres gavias solamente.
- Capear con la gavia: hacer dicha maniobra con esta vela para lo cual se le toman todos los rizos.[4]